# Live At Screaming Eagle
Live At Screaming Eagle è il quarto EP del gruppo musicale statunitense Mayday Parade, pubblicato il 15 gennaio 2021 per la Rise Records. Si tratta di un EP dal vivo, contenente la registrazione live dei tre brani presenti nel precedente EP Out of Here e del singolo It Is What It Is, per il quale è stato pubblicato un video musicale contemporaneamente all'uscita dell'album. La registrazione si è svolta agli Screaming Eagle Studios di Johns Creek, in Georgia, durante le dirette streaming "Out of Here Sessions", trasmesse il 24 ottobre 2020. Il 29 gennaio 2021 la band ha pubblicato un video per la performance acustica di First Train.

## Tracce
Testi e musiche di Derek Sanders, Alex Garcia, Brooks Betts, Jeremy Lenzo, Jake Bundrick, Michael Hanson.
1. First Train (live) – 3:45
2. Lighten Up Kid (live) – 3:50
3. I Can Only Hope (live) – 3:27
4. It Is What It Is (live) – 4:06

Durata totale: 15:08

## Formazione
Mayday Parade
- Derek Sanders – voce, pianoforte, chitarra acustica
- Alex Garcia – chitarra solista
- Brooks Betts – chitarra, chitarra ritmica
- Jeremy Lenzo – basso, cori
- Jake Bundrick – batteria, percussioni, voce secondaria

Produzione
- Kenneth Mount – produttore, ingegnere del suono
- Zack Odom – produttore, ingegnere del suono